# 10 Pułk Piechoty Cesarstwa Austriackiego
10 Pułk Piechoty Cesarstwa Austriackiego – jeden z austriackich pułków piechoty okresu Cesarstwa Austriackiego.
Okręg poboru: Czechy, od 1813 Morawy.

## Mundur
- Typ: niemiecki
- Bryczesy: białe
- Wyłogi: papuzie (zielone)
- Guziki: białe

## Garnizony
- 1804 Graz
- 1806 Neuhaus
- 1808 Praga
- 1809 Kremsier/ Kroměříž
- 1811 Brno
- 1812 Pest/ część Budapesztu
- 1815 Przemyśl

Od 1869 patrz 10 Pułk Piechoty Austro-Węgier. 